# スネクマ/チュルボメカ ラルザック

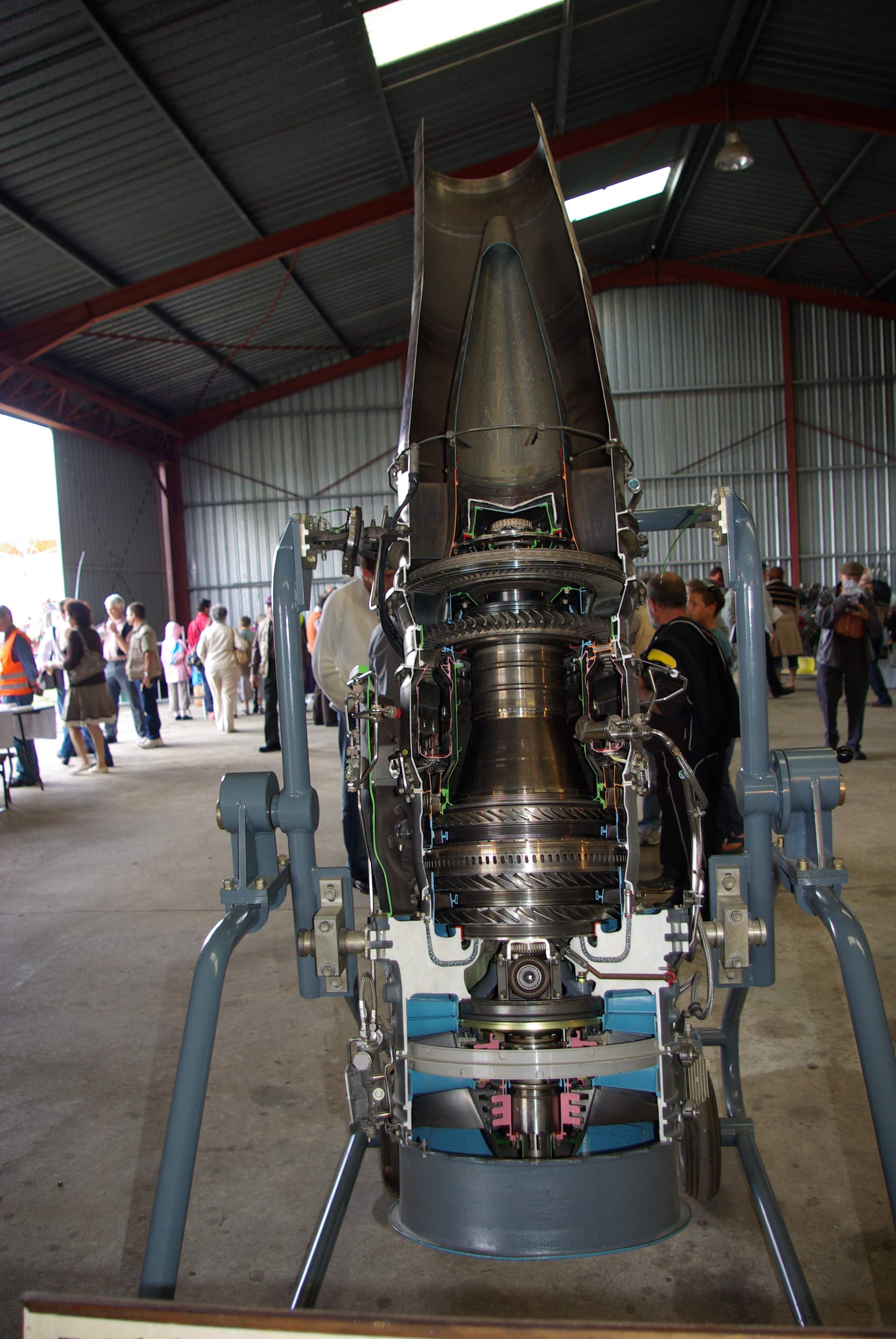
SNECMA/チュルボメカ ラルザック

ラルザック（Larzac）とは、スネクマとチュルボメカの合弁企業であるGRTSによって生産される軍用のターボファンエンジンである。
主な用途はダッソー/ドルニエ アルファジェットである。:
- ラルザック 04C6 はフランス空軍のアルファジェット（練習機仕様）に搭載。[1]
- ラルザック 04C20 はドイツ空軍のアルファジェット（軽攻撃機仕様）に搭載。

インドで開発されたHAL HJT-36練習機（ただし、アルファジェットが双発機なのに対して、当機は単発機である）の試作型にも搭載されていた。量産型には、より強力なロシア製サトゥールン AL-55エンジンのライセンス生産品が採用されている。

## 仕様
一般的特性
- 形式: 軸流式、2軸ターボファン, バイパス式ターボファン バイパス比: 1.13 (04C6), 1.04 (04C20))
- 全長: 1,187 mm (46.73 in)
- 直径: 吸気口: 452mm (17.79 in)
- 乾燥重量: 635.5lb (04C6), 650lb (04C20)

構成要素
- 圧縮機: 低圧2段、高圧4段
- タービン: 低圧タービン: 1段, 高圧タービン: 1段

性能
- 推力: 2,970 lbf (13.2 kN) (04C6), 3,200 lbf (14.2 kN) (04C20)
- 推力重量比: 4.6:1 (04C60), 4.9:1 (04C20)

出典: 